# Shūhei Manabe
Shūhei Manabe (* 31. August 1982) ist ein japanischer Leichtathlet, der sich auf den Hochsprung spezialisiert hat.

## Sportliche Laufbahn
Erste internationale Erfahrungen sammelte Shūhei Manabe vermutlich im Jahr 1999, als er bei den Jugendweltmeisterschaften in Bydgoszcz mit übersprungenen 2,10 m den fünften Platz belegte. 2004 gewann er bei den erstmals ausgetragenen Hallenasienmeisterschaften in Teheran mit 2,15 m die Bronzemedaille hinter dem Kasachen Juri Pachljajew und Zheng Ting aus der Volksrepublik China.

## Persönliche Bestleistungen
- Hochsprung: 2,25 m, 23. September 2003 in Yokohama
  - Hochsprung (Halle): 2,15 m, 18. Februar 2003 in Tianjin